# Iván Égüez
Iván Égüez (Quito, 1944) es un escritor y promotor cultural ecuatoriano.

## Trayectoria
En 1975 publicó su primera novela, La Linares. La obra, que significó una ruptura con el realismo social de la literatura ecuatoriana de décadas pasadas, se hizo acreedor al Premio Aurelio Espinosa Pólit.
Sin embargo, debido a que el galardón era entregado por la Universidad Católica del Ecuador, la temática de la novela, cuyo personaje principal es una prostituta, generó controversia. El hecho provocó una impugnación contra la universidad y una queja dirigida a la Santa Sede por parte de quienes se mostraron en contra de la obra. Aunque la controversia no perjudicó el galardón, ayudó a aumentar la popularidad de La Linares, produciendo eventualmente más de una docena de ediciones y traducciones a varios idiomas.
En años recientes ha sido editor de la revista literaria Rocinante y director de la Campaña Nacional de Lectura Eugenio Espejo.

## Obras
La extensa bibliografía de Égüez incluye:

### Novelas
- La Linares (1975)
- Pájara la memoria (1985)
- El poder del gran señor (1985)
- Sonata para sordos (1999)
- Letra para salsa con final cortante (2005)
- Imago (2010)
- Malabares en su tinta (2013)[3]

### Cuentos
- El triple salto (1981)
- Anima pávor (1990)
- Historias leves (1995)
- Cuentos inocentes (1996)
- Cuentos fantásticos (1997)
- Cuentos gitanos (1997)
- Conciencia Breve (2009)

### Poesía
- Calibre catapulta (1969)
- La arena pública y lo que era es lo-que-era (1972)
- buscavida rifamuerte (1975)
- Poemar (1981)
- El olvidador (1992)
- Libre amor (1999)